# 雙斑側帶雅羅魚
雙斑側帶雅羅魚（學名：Telestes pleurobipunctatus）為輻鰭魚綱鯉形目雅羅魚科的其中一種，分布於歐洲阿爾巴尼亞南部及希臘科孚島、布特林蒂特河到阿爾菲奧斯河流域，為特有種，本魚體延長，吻部圓形，突出超過上唇，體側有一條金橙色寬條紋，側線黃色，兩側各有一條細黑線，側線鱗43-49枚，體長可達18公分，棲息在水流較小的低地河流，以昆蟲、植物等為食，繁殖期在4至5月，因污染與棲息地破壞而受威脅。